# SAT1
Diamine acetyltransferase 1 est une enzyme encodée chez les humains dans le gène SAT1 qui se trouve dans le Chromosome X,,

## Signification clinique
Des taux élevé d'ARN contenu dans le gène SAT1 dans le sang ont été associés à un risque de suicide élevé,,.